# Bonus Socius
«Бо́нус со́циус» (лат. «Bonus Socius» — «Добрый товарищ») — средневековый трактат, содержащий задачи по шахматам, триктраку (средневековым нардам) и в мельнице. Точная дата написания не известна, но работа датируется 2-й половиной XIII века. Создан анонимным автором в Ломбардии.
«Bonus Socius» — энциклопедия, компилирующая задачи из более ранних источников и имеющая своей целью всеобъемлющее освещение известных шахматных задач. Является одной из двух основных шахматных энциклопедий того времени — наряду с «Civis Bononiae», другим ломбардским трактатом. Их тематика и даже задачи во многом совпадают, в некоторых местах одни и те же задачи идут в одном и том де порядке, однако решения обычно различны.
Изначальный язык трактата — латинский, но трактат был переведён на различные диалекты французского, немецкого и итальянского языков.
Италоязычный манускрипт, хранящийся в Национальной центральной библиотеке во Флоренции (MS. Nat. Lib. Florence, Banco dei Rari, B. A. 6, p. 2, No. 1), состоит из 119 страниц in quarto, содержащих 194 шахматных задач, 24 задачи по мельнице и 11 задач по триктраку, по две штуки на странице. Задачи расположены в зависимости от числа ходов до мата.